# Ремизов, Василий Григорьевич
Васи́лий Григо́рьевич Ре́мизов (1 января 1917, Дедяшевка, Симбирская губерния — 3 июля 2000, Москва) — полковник Советской Армии, участник Великой Отечественной войны, Герой Советского Союза (1945).

## Биография
Василий Ремизов родился 1 января 1917 года в селе Дедяшевка (ныне — в Майнском районе Ульяновской области). После окончания семи классов школы проживал в Ташкенте, работал начальником Ташкентского общества «Динамо». В 1938 году был призван на службу в Рабоче-крестьянскую Красную Армию, в 1940 году окончил Ленинградское пехотное училище. С июля 1941 года — на фронтах Великой Отечественной войны. В боях два раза был ранен.
К январю 1945 года гвардии майор Василий Ремизов командовал батальоном 218-го гвардейского стрелкового полка 77-й гвардейской стрелковой дивизии 69-й армии 1-го Белорусского фронта. Отличился во время освобождения Польши. 14 января 1945 года батальон Ремизова участвовал в прорыве трёх линий немецкой обороны с плацдарма на западном берегу Вислы. В ходе последующего наступления он принял активное участие в боях за освобождение городов Зволень и Радом. Во время боёв за Радом Ремизов лично уничтожил группу вражеских солдат, засевших в одном из домов. Батальон Ремизова три раза переправлялся через реку Варта, освободил 250 населённых пунктов в январе 1945 года, захватив много пленных и военных трофеев.
Указом Президиума Верховного Совета СССР от 27 февраля 1945 года за «образцовое выполнение заданий командования и проявленные мужество и героизм в боях с немецкими захватчиками» гвардии майор Василий Ремизов был удостоен высокого звания Героя Советского Союза с вручением ордена Ленина и медали «Золотая Звезда» за номером 5224.
После окончания войны продолжил службу в Советской Армии. В 1958 году в звании полковника был уволен в запас. Проживал и работал в Москве.
Умер 3 июля 2000 года, похоронен на Красногорском кладбище в Москве.
Был также награждён тремя орденами Красного Знамени, двумя орденами Суворова 3-й степени, орденами Александра Невского, Отечественной войны 1-й степени и Красной Звезды, рядом медалей.

## Комментарии
1. ↑  В источниках[2] встречается отнесение Дедяшевки к Сенгилеевскому району, что не соответствует действительности и является, по-видимому, результатом переноса названия одноимённого уезда без учёта реальных изменений административно-территориальной принадлежности. Встречаются также упоминания  Ульяновска[2][3] и Москвы[4] как места рождения В. Г. Ремизова.